# Darien (Connecticut)
Darien è un census-designated place degli Stati Uniti d'America, situato nella contea di Fairfield dello Stato del Connecticut.